# Sœurs de Jésus Miséricordieux
Les Sœurs de Jésus Miséricordieux (en latin : Sorores Iesu Misericordis) sont une congrégation religieuse féminine de droit pontifical.

## Historique

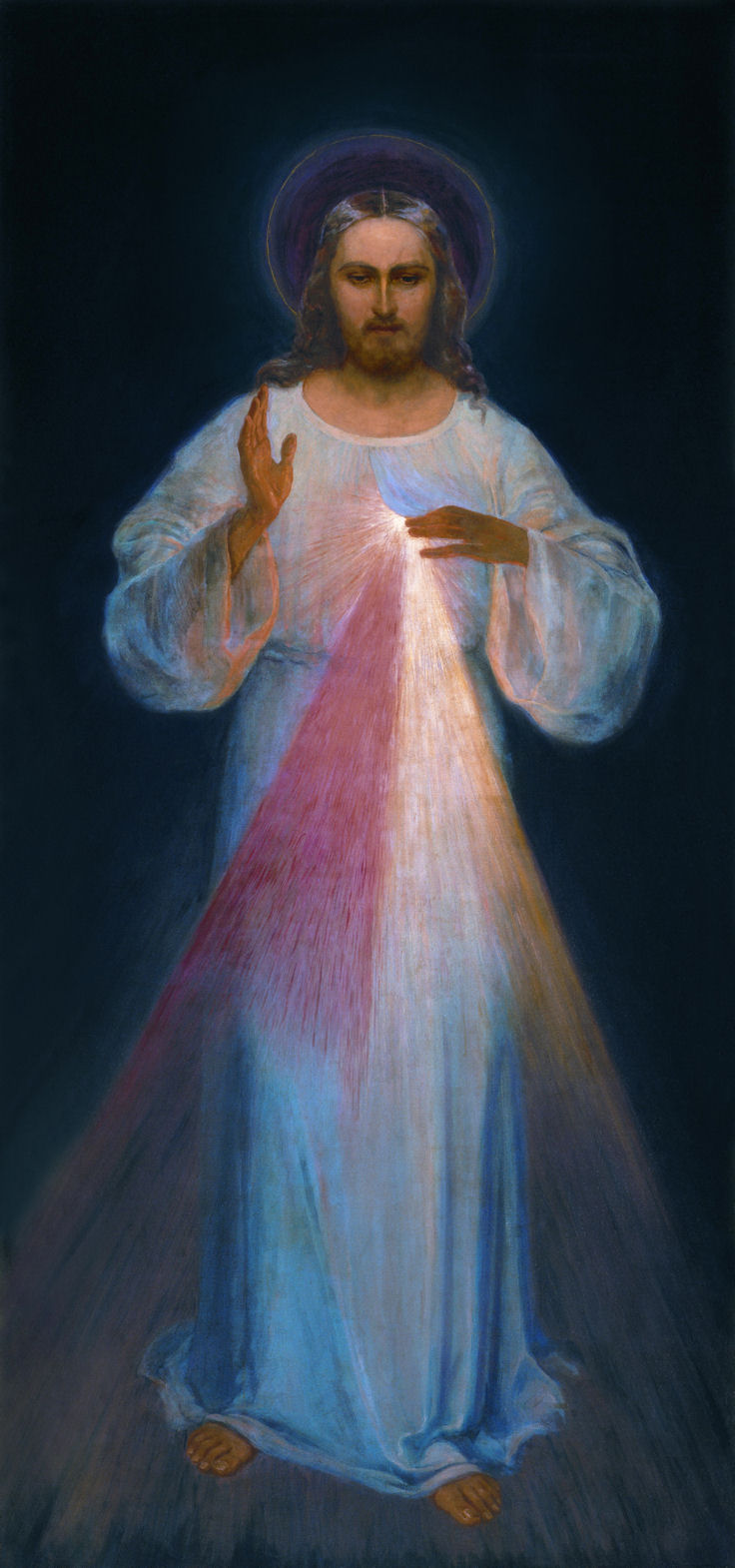
Peinture du Roi de la Miséricorde Divine, 1934, Eugeniusz Kazimirowski.

La congrégation commence à Vilnius en 1942 sous l'influence du père Michel Sopoćko, directeur spirituel de Faustine Kowalska ; la mort prématurée de cette dernière empêche les religieuses polonaises de participer à la fondation mais Sopoćko continue de correspondre avec les premières religieuses en prenant soin de leur formation. La vie religieuse des sœurs ne commence que le 25 août 1947 à Myślibórz. La congrégation est érigée canoniquement le 2 août 1955 par Zygmunt Szelążek, administrateur apostolique de Gorzów et approuvée le 13 mai 2008 par Benoît XVI.

## Activités et diffusion
La spiritualité de l'institut est liée aux écrits de Faustine Kowalska ; les sœurs se consacrent à la propagation de la dévotion à la miséricorde divine (icône de la Miséricorde divine, chapelet de la Divine Miséricorde, heure de la miséricorde, etc) et à l'apostolat dans les paroisses.
Elles sont présentes en:
- Europe : Pologne, Allemagne, Biélorussie, Croatie, France, Lituanie, Ukraine.
- Afrique : Afrique du Sud, Sierra Leone.
- Amérique : Brésil, Bolivie, Canada, États-Unis.
- Asie : Israël.

La maison-mère se trouve à Gorzów Wielkopolski.
En 2017, la congrégation comptait 152 sœurs dans 37 maisons.